# 1978-as labdarúgó-világbajnokság-selejtező (UEFA)
Az 1978-as labdarúgó-világbajnokság selejtezőjének UEFA-zónájában összesen 32 nemzet harcolhatta ki a világbajnoki részvételt. Az NSZK címvédőként automatikusan kijutott a világbajnokságra, így a fennmaradó 8,5 helyért 31 ország válogatottja versenyzett. Az európai zóna összesen 9,5 helyet kapott a 16-os mezőnyben. Albánia volt az egyetlen UEFA-tagország, mely nem indult el a selejtezőkben.
A 31 csapatot kilenc csoportba sorolták, az 1–4. csoportban négy, míg az 5–9. csoportban három csapat szerepelt. A csapatok egymás ellen oda-visszavágós alapon, hazai pályán és idegenben egyaránt megmérkőztek. A csoportgyőztesek kijutottak az 1978-as világbajnokságra. A 9. csoport győztese interkontinentális pótselejtezőt játszott a CONMEBOL-zóna harmadik helyezettjével.

## Kiemelés
A sorsolást 1975. november 20-án tartották Guatemalavárosban. A 31 válogatott az erőviszonyok alapján négy kalapba került. Az A kalapba kerültek az 1974-es vb-n szerepelt csapatok, valamint az interkontinentális selejtezőben kiesett Szovjetunió.
| A kalap | B kalap | C kalap                                                                                                   | D kalap                               |
| --- | --- | --- | ------------------------------------- |
| - Bulgária - NDK - Olaszország - Hollandia - Lengyelország - Skócia - Svédország - Jugoszlávia - Szovjetunió | - Ausztria - Belgium - Csehszlovákia - Anglia - Franciaország - Magyarország - Portugália - Spanyolország - Svájc | - Dánia - Finnország - Görögország - Írország - Észak-Írország - Norvégia - Románia - Törökország - Wales | - Ciprus - Izland - Luxemburg - Málta |

### Összegezve
| 1. csoport                    | 2. csoport                        | 3. csoport                  | 4. csoport                          | 5. csoport            | 6. csoport         | 7. csoport              | 8. csoport              | 9. csoport                  |
| ----------------------------- | --------------------------------- | --------------------------- | ----------------------------------- | --------------------- | ------------------ | ----------------------- | ----------------------- | --------------------------- |
| · Lengyelország               | · Olaszország                     | · Ausztria                  | · Hollandia                         | · Franciaország       | · Svédország       | · Skócia                | · Spanyolország         | · Magyarország              |
| · Portugália · Dánia · Ciprus | · Anglia · Finnország · Luxemburg | · NDK · Törökország · Málta | · Belgium · Észak-Írország · Izland | · Bulgária · Írország | · Norvégia · Svájc | · Csehszlovákia · Wales | · Románia · Jugoszlávia | · Szovjetunió · Görögország |

## Csoportok

### 1. csoport
| Hely. | Csapat        | M | Gy | D | V | G+ | G– | Gk  | P  | Továbbjutás                          |     | Lengyelország | Portugália | Dánia | Ciprusi Köztársaság |
| ----- | ------------- | - | -- | - | - | -- | -- | --- | -- | ------------------------------------ | --- | ------------- | ---------- | ----- | ------------------- |
| 1.    | Lengyelország | 6 | 5  | 1 | 0 | 17 | 4  | +13 | 11 | Kijutott az 1978-as világbajnokságra |     | —             | 1–1        | 4–1   | 5–0                 |
| 2.    | Portugália    | 6 | 4  | 1 | 1 | 12 | 6  | +6  | 9  |                                      |     | 0–2           | —          | 1–0   | 4–0                 |
| 3.    | Dánia         | 6 | 2  | 0 | 4 | 14 | 12 | +2  | 4  |                                      | 1–2 | 2–4           | —          | 5–0   |                     |
| 4.    | Ciprus        | 6 | 0  | 0 | 6 | 3  | 24 | −21 | 0  |                                      | 1–3 | 1–2           | 1–5        | —     |                     |

### 2. csoport
| Hely. | Csapat      | M | Gy | D | V | G+ | G– | Gk  | P  | Továbbjutás                          |     | Olaszország | Anglia | Finnország | Luxemburg |
| ----- | ----------- | - | -- | - | - | -- | -- | --- | -- | ------------------------------------ | --- | ----------- | ------ | ---------- | --------- |
| 1.    | Olaszország | 6 | 5  | 0 | 1 | 18 | 4  | +14 | 10 | Kijutott az 1978-as világbajnokságra |     | —           | 2–0    | 6–1        | 3–0       |
| 2.    | Anglia      | 6 | 5  | 0 | 1 | 15 | 4  | +11 | 10 |                                      |     | 2–0         | —      | 2–1        | 5–0       |
| 3.    | Finnország  | 6 | 2  | 0 | 4 | 11 | 16 | −5  | 4  |                                      | 0–3 | 1–4         | —      | 7–1        |           |
| 4.    | Luxemburg   | 6 | 0  | 0 | 6 | 2  | 22 | −20 | 0  |                                      | 1–4 | 0–2         | 0–1    | —          |           |

### 3. csoport
| Hely. | Csapat      | M | Gy | D | V | G+ | G– | Gk  | P  | Továbbjutás                          |     | Ausztria | Német Demokratikus Köztársaság | Törökország | Málta |
| ----- | ----------- | - | -- | - | - | -- | -- | --- | -- | ------------------------------------ | --- | -------- | ------------------------------ | ----------- | ----- |
| 1.    | Ausztria    | 6 | 4  | 2 | 0 | 14 | 2  | +12 | 10 | Kijutott az 1978-as világbajnokságra |     | —        | 1–1                            | 1–0         | 9–0   |
| 2.    | NDK         | 6 | 3  | 3 | 0 | 15 | 4  | +11 | 9  |                                      |     | 1–1      | —                              | 1–1         | 9–0   |
| 3.    | Törökország | 6 | 2  | 1 | 3 | 9  | 5  | +4  | 5  |                                      | 0–1 | 1–2      | —                              | 4–0         |       |
| 4.    | Málta       | 6 | 0  | 0 | 6 | 0  | 27 | −27 | 0  |                                      | 0–1 | 0–1      | 0–3                            | —           |       |

### 4. csoport
| Hely. | Csapat         | M | Gy | D | V | G+ | G– | Gk  | P  | Továbbjutás                          |     | Hollandia | Belgium | Észak-Írország | Izland |
| ----- | -------------- | - | -- | - | - | -- | -- | --- | -- | ------------------------------------ | --- | --------- | ------- | -------------- | ------ |
| 1.    | Hollandia      | 6 | 5  | 1 | 0 | 11 | 3  | +8  | 11 | Kijutott az 1978-as világbajnokságra |     | —         | 1–0     | 2–2            | 4–1    |
| 2.    | Belgium        | 6 | 3  | 0 | 3 | 7  | 6  | +1  | 6  |                                      |     | 0–2       | —       | 2–0            | 4–0    |
| 3.    | Észak-Írország | 6 | 2  | 1 | 3 | 7  | 6  | +1  | 5  |                                      | 0–1 | 3–0       | —       | 2–0            |        |
| 4.    | Izland         | 6 | 1  | 0 | 5 | 2  | 12 | −10 | 2  |                                      | 0–1 | 0–1       | 1–0     | —              |        |

### 5. csoport
| Hely. | Csapat        | M | Gy | D | V | G+ | G– | Gk | P | Továbbjutás                          |     | Franciaország | Bulgária | Írország |
| ----- | ------------- | - | -- | - | - | -- | -- | -- | - | ------------------------------------ | --- | ------------- | -------- | -------- |
| 1.    | Franciaország | 4 | 2  | 1 | 1 | 7  | 4  | +3 | 5 | Kijutott az 1978-as világbajnokságra |     | —             | 3–1      | 2–0      |
| 2.    | Bulgária      | 4 | 1  | 2 | 1 | 5  | 6  | −1 | 4 |                                      |     | 2–2           | —        | 2–1      |
| 3.    | Írország      | 4 | 1  | 1 | 2 | 2  | 4  | −2 | 3 |                                      | 1–0 | 0–0           | —        |          |

### 6. csoport
| Hely. | Csapat     | M | Gy | D | V | G+ | G– | Gk | P | Továbbjutás                          |     | Svédország | Norvégia | Svájc |
| ----- | ---------- | - | -- | - | - | -- | -- | -- | - | ------------------------------------ | --- | ---------- | -------- | ----- |
| 1.    | Svédország | 4 | 3  | 0 | 1 | 7  | 4  | +3 | 6 | Kijutott az 1978-as világbajnokságra |     | —          | 2–0      | 2–1   |
| 2.    | Norvégia   | 4 | 2  | 0 | 2 | 3  | 4  | −1 | 4 |                                      |     | 2–1        | —        | 1–0   |
| 3.    | Svájc      | 4 | 1  | 0 | 3 | 3  | 5  | −2 | 2 |                                      | 1–2 | 1–0        | —        |       |

### 7. csoport
| Hely. | Csapat        | M | Gy | D | V | G+ | G– | Gk | P | Továbbjutás                          |     | Skócia | Csehszlovákia | Wales |
| ----- | ------------- | - | -- | - | - | -- | -- | -- | - | ------------------------------------ | --- | ------ | ------------- | ----- |
| 1.    | Skócia        | 4 | 3  | 0 | 1 | 6  | 3  | +3 | 6 | Kijutott az 1978-as világbajnokságra |     | —      | 3–1           | 1–0   |
| 2.    | Csehszlovákia | 4 | 2  | 0 | 2 | 4  | 6  | −2 | 4 |                                      |     | 2–0    | —             | 1–0   |
| 3.    | Wales         | 4 | 1  | 0 | 3 | 3  | 4  | −1 | 2 |                                      | 0–2 | 3–0    | —             |       |

### 8. csoport
| Hely. | Csapat        | M | Gy | D | V | G+ | G– | Gk | P | Továbbjutás                          |     | Spanyolország | Románia | Jugoszlávia |
| ----- | ------------- | - | -- | - | - | -- | -- | -- | - | ------------------------------------ | --- | ------------- | ------- | ----------- |
| 1.    | Spanyolország | 4 | 3  | 0 | 1 | 4  | 1  | +3 | 6 | Kijutott az 1978-as világbajnokságra |     | —             | 2–0     | 1–0         |
| 2.    | Románia       | 4 | 2  | 0 | 2 | 7  | 8  | −1 | 4 |                                      |     | 1–0           | —       | 4–6         |
| 3.    | Jugoszlávia   | 4 | 1  | 0 | 3 | 6  | 8  | −2 | 2 |                                      | 0–1 | 0–2           | —       |             |

### 9. csoport
| Hely. | Csapat       | M | Gy | D | V | G+ | G– | Gk | P | Továbbjutás                    |     | Magyarország | Szovjetunió | Görögország |
| ----- | ------------ | - | -- | - | - | -- | -- | -- | - | ------------------------------ | --- | ------------ | ----------- | ----------- |
| 1.    | Magyarország | 4 | 2  | 1 | 1 | 6  | 4  | +2 | 5 | Interkontinetális pótselejtező |     | —            | 2–1         | 3–0         |
| 2.    | Szovjetunió  | 4 | 2  | 0 | 2 | 5  | 3  | +2 | 4 |                                |     | 2–0          | —           | 2–0         |
| 3.    | Görögország  | 4 | 1  | 1 | 2 | 2  | 6  | −4 | 3 |                                | 1–1 | 1–0          | —           |             |

## Interkontinentális pótselejtező
| 1. csapat    | Össz.Tooltip Aggregate score | 2. csapat | 1. mérk. | 2. mérk. |
| ------------ | ---------------------------- | --------- | -------- | -------- |
| Magyarország | 9–2                          | Bolívia   | 6–0      | 3–2      |

## Kijutott csapatok
Az alábbi tíz csapat jutott ki az UEFA-zónából az 1978-as labdarúgó-világbajnokságra.
| Csapat        | Kijutás                                  | Kijutás dátuma     | Korábbi részvételek a világbajnokságon1              |
| ------------- | ---------------------------------------- | ------------------ | ---------------------------------------------------- |
| NSZK          | Címvédő                                  | 1974. július 7.    | 8 (19342, 19382, 1954, 1958, 1962, 1966, 1970, 1974) |
| Lengyelország | 1. csoport győztese                      | 1977. október 29.  | 2 (1938, 1974)                                       |
| Olaszország   | 2. csoport győztese                      | 1977. december 3.  | 8 (1934, 1938, 1950, 1954, 1962, 1966, 1970, 1974)   |
| Ausztria      | 3. csoport győztese                      | 1977. október 30.  | 3 (1934, 1954, 1958)                                 |
| Hollandia     | 4. csoport győztese                      | 1977. október 26.  | 3 (1934, 1938, 1974)                                 |
| Franciaország | 5. csoport győztese                      | 1977. november 16. | 6 (1930, 1934, 1938, 1954, 1958, 1966)               |
| Svédország    | 6. csoport győztese                      | 1977. október 30.  | 6 (1934, 1938, 1950, 1958, 1970, 1974)               |
| Skócia        | 7. csoport győztese                      | 1977. október 12.  | 3 (1954, 1958, 1974)                                 |
| Spanyolország | 8. csoport győztese                      | 1977. november 13. | 4 (1934, 1950, 1962, 1966)                           |
| Magyarország  | Interkontinentális pótselejtező győztese | 1977. november 30. | 6 (1934, 1938, 1954, 1958, 1962, 1966)               |

1 Félkövérrel az adott év világbajnokai vannak jelölve. Dőlt betűvel az adott év rendezői kerültek feltüntetésre.
2 Németország néven.